# Evropští konzervativci a reformisté
Evropští konzervativci a reformisté (anglicky European Conservatives and Reformists Group) je národně konzervativní politická skupina v Evropském parlamentu. Skupinu tvoří 62 poslanců. Nejúspěšnější byla ve volebním období 2014–2019, kdy byla se 77 poslanci třetí největší skupinou v Evropském parlamentu.

## Ustavující prohlášení
Pražská deklarace jako ustanovující dokument Evropské konzervativní a reformistické strany propaguje následující principy:
1. Svobodné podnikání, volný a spravedlivý obchod a hospodářské soutěže, minimální regulace, snížení daní, a minimální vládu jako konečný katalyzátor pro individuální svobodu a národní prosperitu.
2. Svoboda jednotlivce, větší osobní zodpovědnost a větší demokratickou odpovědnost.
3. Čistá energie s důrazem na energetickou bezpečnost.
4. Důležitost rodiny jako základu společnosti.
5. Suverénní integrita národních státu, proti federalismu EU a obnovení skutečné solidarity.
6. Podpora demokratických režimů v celé Evropě.
7. Účinná kontrola přistěhovalectví a ukončení zneužívání azylového řízení.
8. Efektivní a moderní veřejná služba a zohlednění odlišných požadavků rozvoje v rámci venkova a města.
9. Konec nadměrné byrokracie v institucích EU a závazek k vyšší transparentnosti ve využívání EU fondů a institucí EU.
10. Spravedlivé zacházení pro všechny země EU, nové i staré, velké i malé.

## Členství

### 2019–2024
Od roku 2019 je součástí frakce 61 europoslanců z 15 členských států.
| Země               | Národní strana | Evropská strana | Počet mandátů |
| ------------------ | --- | --------------- | ------------- |
| Belgie             | Nová vlámská aliance Nieuw-Vlaamse Alliantie (N-VA)                                                                          | EFA             | 3             |
| Bulharsko          | VMRO - Bulharské národní hnutí ВМРО - Българско Национално Движение (IMRO-BNM)                                               | ECR Party       | 2             |
| Chorvatsko         | Chorvatská konzervativní strana Hrvatska konzervativna stranka (HKS)                                                         | ECR Party       | 1             |
| Česko              | Občanská demokratická strana (ODS)                                                                                           | ECR Party       | 4             |
| Německo            | Strana rodin Německa Familienpartei Deutschlands (FD)                                                                        | ECPM            | 1             |
| Řecko              | Řecké řešení Ελληνική Λύση (ΕΛ)                                                                                              | žádná           | 1             |
| Itálie             | Bratři Itálie Fratelli d'Italia (FdI)                                                                                        | ECR Party       | 5             |
| Lotyšsko           | Národní aliance Nacionālā Apvienība (NA)                                                                                     | ECR Party       | 2             |
| Litva              | Volební akce Poláků v Litvě - Svaz křesťanských rodin Lietuvos lenkų rinkimų akcija – Krikščioniškų šeimų sąjunga (LLRA–KŠS) | ECR Party       | 1             |
| Nizozemsko         | Fórum pro demokracii Forum voor Democratie (FvD)                                                                             | ECR Party       | 3             |
| Nizozemsko         | Státní reformní strana Staatkundig Gereformeerde Partij (SGP)                                                                | ECPM            | 1             |
| Polsko             | Právo a spravedlnost Prawo i Sprawiedliwość (PiS)                                                                            | ECR Party       | 24            |
| Polsko             | Solidární Polsko Solidarna Polska (SP)                                                                                       | žádná           | 2             |
| Slovensko          | Svoboda a Solidarita Sloboda a Solidarita (SaS)                                                                              | ECR Party       | 1             |
| Španělsko          | Vox (VOX) | ECR Party       | 3             |
| Švédsko            | Švédští demokraté Sverigedemokraterna (SD)                                                                                   | ECR Party       | 3             |
| Spojené království | Konzervativní strana Conservative and Unionist Party (Con)                                                                   | ECR Party       | 4             |

### 2014–2019
| Název strany (místní)                | Zkratka    | Název strany (česky)                | Členský stát       | Počet mandátů | Datum připojení  | Předchozí skupina | Poznámka |
| ------------------------------------ | ---------- | ----------------------------------- | ------------------ | ------------- | ---------------- | ----------------- | -------- |
| Nieuw-Vlaamse Alliantie              | N-VA       | Nová vlámská aliance                | Belgie             | 4             | 18. června 2014  | Greens/EFA        | [ 4 ]    |
| България без цензура                 | BBT        | Bulharsko bez cenzury               | Bulharsko          | 1             | 12. června 2014  | —                 |          |
| ВМРО – Българско Национално Движение | ВМРО – БНД | BMPO - Bulharské národní hnutí      | Bulharsko          | 1             | 12. června 2014  | —                 |          |
| Ruža Tomašić                         | —          | nezávislá poslankyně                | Chorvatsko         | 1             | 1. července 2013 | —                 | [ 5 ]    |
| Občanská demokratická strana         | ODS        | Občanská demokratická strana        | Česko              | 2             | 22. června 2009  | EPP-ED            | [ 6 ]    |
| Dansk Folkeparti                     | DF         | Dánská lidová strana                | Dánsko             | 3             | 4. června 2014   | EFD               | [ 6 ]    |
| Perussuomalaiset                     | PS         | Praví Finové                        | Finsko             | 2             | 4. června 2014   | EFD               |          |
| Liberal-Konservative Reformer        | LKR        | Liberálně konzervativní reformisté  | Německo            | 2             | 12. června 2014  | —                 |          |
| Familienpartei Deutschlands          | FAMILIE    | Rodinná strana Německa              | Německo            | 1             | 4. června 2014   | —                 |          |
| Ανεξάρτητοι Έλληνες                  | ANEL       | Nezávislí Řekové                    | Řecko              | 1             | 4. června 2014   | —                 |          |
| Direzione Italia                     | DI         | Směr Itálie                         | Itálie             | 2             | 19. května 2015  | —                 |          |
| Brian Crowley                        | —          | nezávislý poslanec                  | Irsko              | 1             | 23. června 2014  | ALDE              |          |
| Κίνημα Αλληλεγγύη                    | KA         | Hnutí solidarity                    | Kypr               | 1             | 8. března 2016   | —                 |          |
| Nacionālā apvienība                  | NA         | Nacionální sdružení                 | Lotyšsko           | 1             | 2014             | —                 |          |
| Akcja Wyborcza Polaków na Litwie     | AWPL       | Volební akce Poláků v Litvě         | Litva              | 1             | 23. června 2009  | —                 | [ 7 ]    |
| ChristenUnie                         | CU         | Křesťanská unie                     | Nizozemsko         | 1             | 22. června 2009  | IND/DEM           | [ 6 ]    |
| Staatkundig Gereformeerde Partij     | SGP        | Státní reformní strana              | Nizozemsko         | 1             | 16. června 2014  | EFD               | [ 8 ]    |
| Prawo i Sprawiedliwość               | PiS        | Právo a Spravedlnost                | Polsko             | 19            | 22. června 2009  | UEN               | [ 6 ]    |
| Nová väčšina                         | NOVA       | NOVA                                | Slovensko          | 1             | 4. června 2014   | —                 |          |
| Obyčajní Ľudia a nezávislé osobnosti | OĽaNO      | Obyčejní lidé a nezávislé osobnosti | Slovensko          | 1             | 4. června 2014   | —                 |          |
| Sloboda a Solidarita                 | SaS        | Svoboda a Solidarita                | Slovensko          | 1             | 2. října 2014    | ALDE              | —        |
| Conservative Party                   | Con        | Konzervativní strana                | Spojené království | 19            | 22. června 2009  | EPP-ED            | [ 6 ]    |
| Ulster Unionist Party                | UUP        | Ulsterská unionistická strana       | Spojené království | 1             | 22. června 2009  | EPP-ED            | [ 6 ]    |

### 2009–2014
| Název strany (místní)                     | Zkratka | Název strany (česky)                               | Členský stát       | Počet mandátů | Datum připojení  | Předchozí skupina | Poznámka |
| ----------------------------------------- | ------- | -------------------------------------------------- | ------------------ | ------------- | ---------------- | ----------------- | -------- |
| Libertair, Direct, Democratisch           | LDD     | Libertariánská, Přímá, Demokratická                | Belgie             | 1             | 22. června 2009  | Žádná             | [ 6 ]    |
| Hrvatska stranka prava dr. Ante Starčević | HSP-AS  | Chorvatská strana práva dr. Ante Starčević         | Chorvatsko         | 1             | 1. července 2013 | Žádná             |          |
| Ana Rosbach (nazávislá kandidátka)        |         | Ana Rosbach                                        | Dánsko             | 1             | 9. března 2011   | EFD               |          |
| Conservatori e Social Riformatori         | CSR     | Konzervativci a sociální reformisté                | Itálie             | 1             | říjen 2012       | EPP-ED            |          |
| Susy de Martini (Forza Italia)            | FI      | Vzhůru Itálie                                      | Itálie             | 1             | duben 2013       | Žádná             |          |
| Magyar Demokrata Fórum                    | MDF     | Maďarské demokratické fórum                        | Maďarsko           | 1             | 22. června 2009  | EPP-ED            | [ 6 ]    |
| Tēvzemei un Brīvībai/LNNK                 | TB/LNNK | Za vlast a svobodu / LNNK                          | Lotyšsko           | 1             | 22. června 2009  | UEN               | [ 6 ]    |
| Lietuvos Lenkų Rinkimų Akcija             | LLRA    | Volební akce Poláků v Litvě                        | Litva              | 1             | 23. června 2009  | Žádná             | [ 9 ]    |
| ChristenUnie                              | CU      | Křesťanská unie                                    | Nizozemsko         | 1             | 22. června 2009  | IND/DEM           | [ 6 ]    |
| Občanská demokratická strana              | ODS     | Občanská demokratická strana                       | Česko              | 9             | 22. června 2009  | EPP-ED            | [ 6 ]    |
| Prawo i Sprawiedliwość                    | PiS     | Právo a Spravedlnost                               | Polsko             | 15            | 22. června 2009  | UEN               | [ 6 ]    |
| Conservative Party Ulster Unionist Party  | Con UUP | Konzervativní strana Ulsterská unionistická strana | Spojené království | 27            | 22. června 2009  | EPP-ED            | [ 6 ]    |